# Armando La Rosa Parodi
Armando La Rosa Parodi (Gènova (Ligúria), 14 de març, 1904 – Roma (Laci), 21 de gener. 1977) va ser un compositor i director d'orquestra italià.
El 8 de setembre de 1934, al Teatro La Fenice de Venècia, va dirigir l'estrena mundial de Salmodia de Lodovico Rocca.
El 1936 a l'auditori de l'EIAR de Torí, emès per la ràdio, va dirigir I compagnacci de Primo Riccitelli amb Maria Carbone i Antonio Melandri, Jenůfa de Leoš Janáček, el 1937 Ariadne auf Naxos amb Sara Scuderi, Lina Pagliughi i Giovanni Voyer, Tosca amb Gina Cigna, Giuseppe Lugo, Mariano Stabile i Aristide Baracchi i el 1938 El cavaller de la rosa amb Carbone, Lina Aimaro, Cloe Elmo i Vincenzo Bettoni. De nou el 1938, al Teatro Vittorio Emanuele de Torí, va dirigir l'estrena mundial de la seva Cleopatra amb llibret de Cesare Meano.
El 1939 va dirigir El Messies de Händel a Venècia amb Italo Tajo. El 1940 va estrenar Cleopatra al Teatro Regio de Parma amb Magda Olivero i Baracchi i al Teatro Comunale de Bolonya va dirigir Maria Egiziaca amb Carbone i Voyer.
El 1943 al Teatro dell'Opera de Roma va dirigir Oberon amb Gabriella Gatti i Giulietta Simionato, el 1944 a Venècia Rigoletto amb Mario Filippeschi i Gino Bechi i La vita è sogno de Gian Francesco Malipiero di Voyer amb Enzo Mascherini i el 1945 a Venècia La cambiale di matrimonio i El retablo de Maese Pedro.
El 1950 al Teatre Alfieri de Torí va dirigir Lohengrin amb Rosanna Carteri, Gino Penno, Carlo Tagliabue i Tancredi Pasero i el 1953 Rigoletto amb Giacinto Prandelli, Ugo Savarese i Giorgio Tozzi i el 1954 a Roma va dirigir Il sistema della dolcezza de Vieri Tosatti amb Agostino Lazzari i Vito De Taranto.
L'any 1955 a Parma va dirigir Macbeth amb Savarese i Un ballo in maschera amb Antonietta Stella, Carlo Bergonzi i Paolo Silveri, al Teatro Comunale de Florència l'estrena mundial de La conchiglia de Lino Liviabella amb Nicola Filacuridi, Dino Dondi i Fernando Farese, a Venècia La figlia di Jorio d'Ildebrando Pizzetti amb Angelo Lo Forese, Piero Guelfi i Ivo Vinco també van dirigir Madame Butterfly al Teatro Nuovo de Torí amb Elena Nicolai, Antonio Annaloro i Piero Guelfi i a Florence, Werther amb Pia Tassinari, Ferruccio Tagliavini i Mario Sereni.